# Mansueto Bianchi
Mansueto Bianchi (Lucca, 4 novembre 1949 – Roma, 3 agosto 2016) è stato un vescovo cattolico italiano.

## Biografia
Nacque a Santa Maria a Colle, frazione del comune di Lucca, città capoluogo di provincia e sede arcivescovile, il 4 novembre 1949.

### Formazione e ministero sacerdotale
Dopo gli studi nel seminario diocesano di Lucca, diventò alunno dell'Almo collegio Capranica a Roma, dove frequentò la Pontificia Università Gregoriana ed ottenne la licenza in teologia biblica.
Durante l'alluvione di Firenze del 4 novembre 1966 fu un angelo del fango, come ricordò lui stesso in un'intervista del 2010 al giornalista Franco Mariani per il Nuovo Corriere di Firenze: «chiesi ed ottenni dai miei superiori di lasciare il seminario di Lucca, dove frequentavo il liceo classico e di venire a Firenze. Vi restai per una quindicina di giorni, alloggiavamo al seminario maggiore, e lavorai soprattutto nella zona di Borgo Santi Apostoli, spalando fango nelle abitazioni, nei negozi e nella chiesa. Negli anni successivi mi è capitato di pensarci tante volte, perché è stata una di quelle esperienze che ti lasciano il segno dentro».
Il 29 giugno 1974 fu ordinato presbitero per l'arcidiocesi di Lucca.
Dopo l'ordinazione fu vicerettore del seminario diocesano e docente di sacra scrittura dal 1977 al 1988; parroco della pieve di San Giovanni ad Arliano dal 1988 al 1998 e docente di sacra scrittura presso lo studio interdiocesano di teologia dal 1988 al 2000. Fu membro del consiglio presbiterale dal 1981 al 2000, e del consiglio pastorale diocesano dal 1983 al 1988. Fu direttore della scuola diocesana di formazione teologica dal 1984 al 2000 e, dal 1988, vicario episcopale per i laici.
Ricoprì, inoltre, gli incarichi di direttore della scuola diocesana di formazione all'impegno sociale e politico, assistente dell'unione giuristi cattolici dal 1989 al 2000 e decano-priore della parrocchia dei Santi Michele, Paolino ed Alessandro a Lucca, dal 1998 al 2000.

### Ministero episcopale
Il 18 marzo 2000 papa Giovanni Paolo II lo nominò vescovo di Volterra; succedette a Vasco Giuseppe Bertelli, dimessosi per raggiunti limiti di età. Il 3 maggio successivo ricevette l'ordinazione episcopale, nella cattedrale di Lucca, dall'arcivescovo Bruno Tommasi, co-consacranti l'arcivescovo Alessandro Plotti ed il vescovo Vasco Giuseppe Bertelli. Il 4 giugno prese possesso della diocesi, nella cattedrale di Volterra.
Il 3 ottobre 2006 fu eletto vicepresidente della Conferenza episcopale toscana; fu anche membro della Commissione episcopale per la cultura e le comunicazioni sociali e presidente del Comitato per la valutazione dei progetti di intervento a favore dei beni culturali ecclesiastici presso la Conferenza Episcopale Italiana.
Il 4 novembre 2006 papa Benedetto XVI lo nominò vescovo di Pistoia; succedette a Simone Scatizzi, dimessosi per raggiunti limiti di età. Il 16 dicembre prese possesso della diocesi, nella cattedrale di Pistoia.
Il 5 aprile 2014 papa Francesco lo nominò assistente ecclesiastico generale dell'Azione Cattolica Italiana; succedette al vescovo Domenico Sigalini, che aveva concluso il secondo mandato.

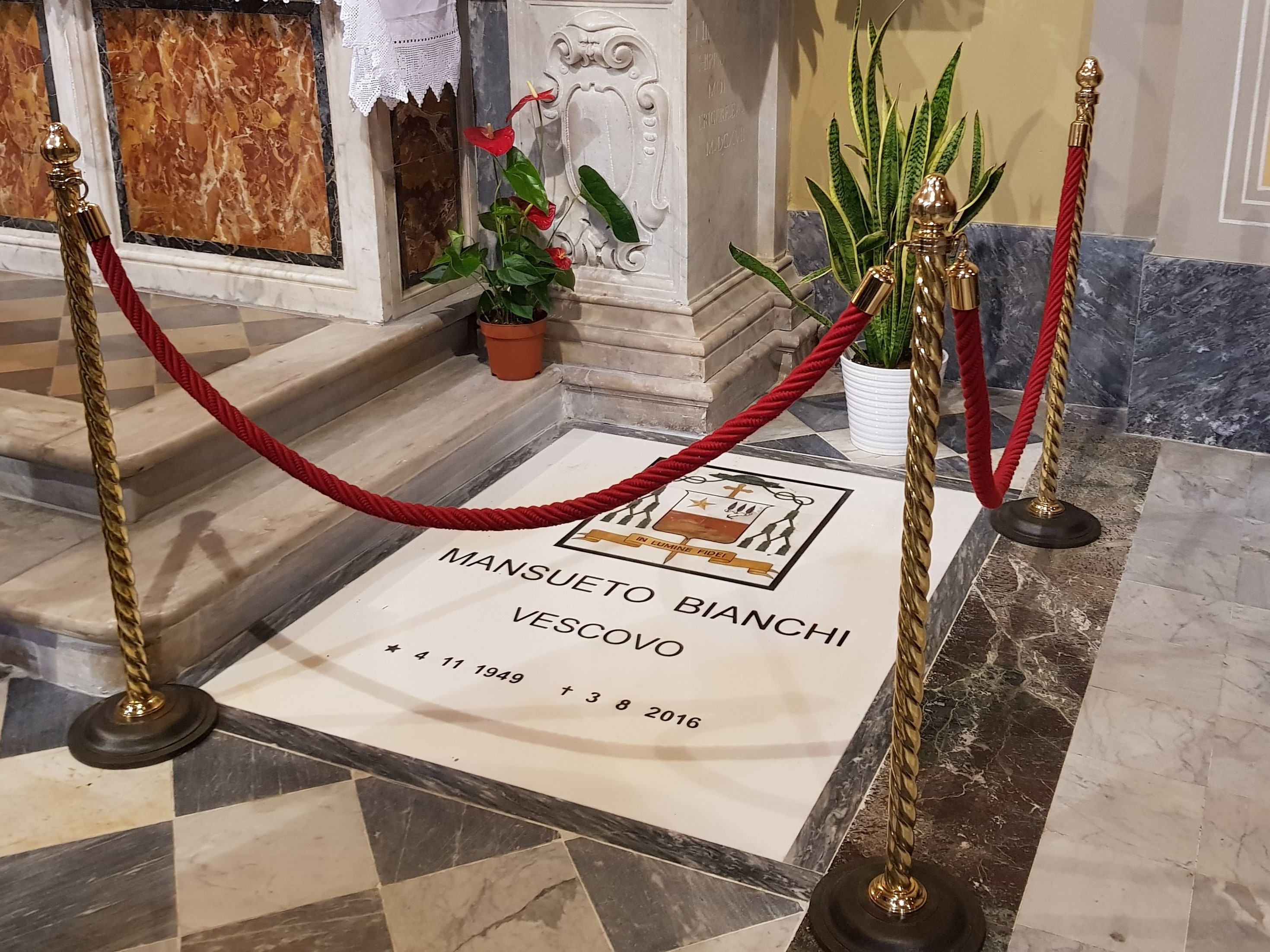
La tomba di mons. Bianchi nella chiesa di Santa Maria a Colle.

Morì a Roma il 3 agosto 2016 all'età di 66 anni, dopo l'aggravamento delle condizioni di salute, dovute ad un tumore allo stomaco. Dopo le esequie, concelebrate dal suo successore Fausto Tardelli e dai cardinali Angelo Bagnasco e Giuseppe Betori, nel pomeriggio del 5 agosto nella cattedrale di Pistoia, fu sepolto nel cimitero del suo paese natale. Il 3 maggio 2017 la sua salma venne tumulata nella chiesa di Santa Maria a Colle, di fronte all'altare di San Cataldo.

## Genealogia episcopale
La genealogia episcopale è:
- Cardinale Scipione Rebiba
- Cardinale Giulio Antonio Santori
- Cardinale Girolamo Bernerio, O.P.
- Arcivescovo Galeazzo Sanvitale
- Cardinale Ludovico Ludovisi
- Cardinale Luigi Caetani
- Cardinale Ulderico Carpegna
- Cardinale Paluzzo Paluzzi Altieri degli Albertoni
- Papa Benedetto XIII
- Papa Benedetto XIV
- Papa Clemente XIII
- Cardinale Marcantonio Colonna
- Cardinale Giacinto Sigismondo Gerdil, B.
- Cardinale Giulio Maria della Somaglia
- Cardinale Carlo Odescalchi, S.I.
- Cardinale Costantino Patrizi Naro
- Cardinale Lucido Maria Parocchi
- Papa Pio X
- Papa Benedetto XV
- Papa Pio XII
- Cardinale Eugène Tisserant
- Cardinale Paolo Bertoli
- Arcivescovo Bruno Tommasi
- Vescovo Mansueto Bianchi